# Кричей
 Кричей  — деревня в Санчурском муниципальном округе Кировской области.

## География
Расположена на расстоянии примерно 16 км по прямой на север-северо-восток от райцентра поселка Санчурск.

## История
Известна с 1873 года как деревня Кричей (Крычей), где было дворов 19 и жителей 123, в 1905 (Кричея) 55 и 382, в 1926 (Кричек) 88 и 435, в 1950 (уже Кричей) 82 и 272, в 1989 416 жителей. Работал в 1970-е годы колхоз «Дружба». С 2006 по 2019 год входила в состав Матвинурского сельского поселения.

## Население
Постоянное население составляло 311 человек (русские 93%) в 2002 году, 250 в 2010.